# Glasvochttroebeling
Glasvochttroebeling of myodesopsie  (ook bekend als mouches volantes, muscae volitantes  en onder de Engelse aanduiding floaters) is een vrij algemeen voorkomend entoptisch verschijnsel dat gekenmerkt wordt door schaduwachtige vormen die alleen of in groepen voorkomen in het gezichtsveld, die de vorm van puntjes, draden of stofwebben hebben en langzaam de oogbewegingen volgen. De term is afgeleid van het Griekse myioeidès ('gelijkend aan vliegen') en òpsis ('zicht').

## Beschrijving
Glasvochttroebelingen zijn kleine proteïnestructuren en cellulaire restmaterialen die zich min of meer vrijzwevend in het glasvocht (ook wel: "glasachtig lichaam"), de geleiachtige vloeistof die het oog vult, bevinden; waardoor ze snelle oogbewegingen vertraagd volgen. De schaduwen die ze werpen vallen daardoor niet altijd op exact dezelfde positie op het netvlies, waardoor de hersenen niet de kans krijgen ze uit de bewuste waarneming te verwijderen (zoals dat bij de schaduwen van de bloedvaten van het oog wel het geval is).
Het hebben van glasvochttroebelingen is heel normaal. Sommige mensen hebben er echter zoveel dat het zicht hier ernstig door gehinderd wordt. In deze gevallen wordt ook wel gesproken over Degenerative Vitreous Syndrome (DVS).

## Oorzaken
Myodesopsie kan meerdere oorzaken hebben, hieronder zijn enkele van de veelvoorkomende kort beschreven.

### Verouderingsproces
Veroudering gaat vaak gepaard met verdikking van het glasvocht, bijzienden hebben hiervoor meer aanleg. Dit verdichtingsproces vormt glasvochttroebelingen door de afbraak van collageen. Bij veel mensen ontstaat dit al op jonge leeftijd.

### Glasvochtloslating
Naast de verdichting van het glasvocht bij toenemende ouderdom wordt ook de hoeveelheid glasvocht minder, wat kan leiden tot een glasvochtloslating bij ouderen waarbij het glasvocht loslaat van het netvlies. Dit gebeurt vaak in of rond het 6e levensdecennium. Ook hierbij ontstaan glasvochttroebelingen waarneembaar in het gezichtsveld. Omdat het glasvocht op verschillende plaatsen met het netvlies verkleefd is kunnen er verschillende complicaties ontstaan. Een onschuldige complicatie die optreedt is een mechanische stimulatie van het netvlies, waardoor er naast glasvochttroebelingen ook tijdelijk lichtflitsen waarneembaar zijn. Ernstigere complicaties kunnen ontstaan wanneer er zo een scheurtje in het netvlies ontstaat en er een kleine bloeding volgt, wat wederom waarneembaar is als glasvochttroebelingen en aanhoudende lichtflitsen. Het zo ontstane gaatje in het netvlies kan leiden tot netvliesloslating en permanente blindheid. Bij het plotseling optreden van lichtflitsen of het verschijnen van grote aantallen kleine schaduwvormen is het altijd raadzaam zo spoedig mogelijk een huisarts of oogarts te bezoeken.

### Diabetes mellitus
Suikerziekte (diabetes mellitus) kan ook bloed in het glasvocht tot gevolg hebben, dat waargenomen wordt als glasvochttroebelingen die soms plotseling ontstaan. Regelmatige controle door een oogarts is voor diabetici van groot belang.

### Trauma
Een andere voorkomende oorzaak van myodesopsie (glasvochttroebeling) is oogtrauma, bijvoorbeeld na cataractextractie.

### Uveïtis
Ook uveïtis, ontsteking in het oog, kan myodesopsie veroorzaken.

## Onderzoek en behandeling
Bij onderzoek dient de oogarts een pupilverwijdend middel toe en controleert vervolgens het netvlies met een spleetlamp en/of oogspiegel. Indien er geen scheurtjes in het netvlies worden geconstateerd is geen verdere behandeling met spoed noodzakelijk. Indien de troebelingen dermate hinderlijk zijn dat deze het functioneren belemmeren (bijvoorbeeld beeldschermwerk, lezen, autorijden) kan een behandeling worden overwogen. Behandelopties zijn ofwel een laserbehandeling (floaterlaser) of een operatie (vitrectomie).
Floaterlaser is een behandeling waarmee storende floaters met een YAG-laser worden verwijderd. Dit is een techniek die wereldwijd in opkomst is. Dat komt enerzijds doordat de meeste mensen en oogartsen een vitrectomie te ingrijpend of riskant vinden en doordat in de meeste gevallen de laserbehandeling voldoende verbetering kan geven. Bovendien zijn de risico's van laser zeer laag. De resultaten van floaterlaser kunnen zeer goed zijn maar in een deel van de gevallen is een behandeling met laser niet mogelijk of niet afdoende. Bij het meest voorkomende type floater (ring van Weiss) ligt het succespercentage van laser rond de 95%. Helaas zijn mensen onder de 35 vaak niet te helpen met laser.
Alleen een oogarts die gespecialiseerd is in floaterlaser kan goed inschatten of een laserbehandeling mogelijk is. Oogartsen wereldwijd die deze behandeling toepassen hebben zich verenigd in de ISVLS ofwel International Society of Vitreous Laser Surgery. De ISVLS organiseert cursussen voor algemene oogartsen om meer ervaring op te doen in deze techniek.
Daarnaast kan het glasvocht met een vitrectomie verwijderd worden. Met de komst van geavanceerde chirurgische instrumenten kan het troebele glasvocht onder lokale of algehele verdoving worden verwijderd. De ingreep is uiterst effectief, maar kan gepaard gaan met een aantal belangrijke risico's, waaronder een netvliesloslating (1-10,9%) of blijvende slechtziendheid/blindheid door andere complicaties (1 patiënt van 116 bij een studie). Daarnaast zal de patiënt naar aanleiding van de operatie vervroegd staar krijgen. Hoe ouder men is, hoe eerder de staar zich zal ontwikkelen. In de praktijk komt het erop neer dat vrijwel iedereen die een vitrectomie ondergaat binnen enkele jaren ook aan staar geopereerd moet worden.
Als een oogarts goed kijkt kan hij de meeste floaters zien. Sommige zijn daarentegen zo klein dat ze niet zichtbaar zijn. In die gevallen kan slechts anamnestisch (door de patiënt te ondervragen) worden vastgesteld dat een patiënt aan myodesopsie lijdt.

## Glasvochttroebelingen bekijken
De meeste mensen ontdekken hun glasvochttroebelingen wanneer ze op hun rug liggend naar een egale blauwe hemel kijken. Veel glasvochttroebelingen hebben de neiging om langzaam te zinken in het glasvocht, zodat ze zich bij het op de rug liggen op den duur verzamelen nabij de gele vlek en goed zichtbaar worden; de helderblauwe achtergrond helpt hier nog eens bij. Het effect kan nog versterkt worden door het verkleinen van de pupil, bijvoorbeeld door een speldenprikgat naar de hemel te kijken. (Wanneer men het speldenprikgat in kleine cirkels voor het oog beweegt is het ook mogelijk de schaduwen van de bloedvaten op het netvlies waar te nemen. Dit wordt een Purkinje-beeld genoemd).